# Matsumoto
Matsumoto (Japans: 松本市, Matsumotoshi) is een stad in de prefectuur Nagano op het Japanse eiland Honshu. De stad heeft een oppervlakte van 919,35 km² en had in 2007 ongeveer 228.500 inwoners.
Matsumoto is vrij hoog gelegen en is daardoor in de zomer minder vochtig-warm dan omliggende steden.

## Geschiedenis
Op 1 mei 1907 kreeg Matsumoto de status van stad (shi).
De stad is schoksgewijs gegroeid door het absorberen van omliggende gebieden, dorpen en steden:
- 1 februari 1925: het dorp Matsumoto uit het district Higashichikuma,
- 1 april 1943: Kanda gebied (voorheen het dorp Nakayama, district Higashichikuma),
- 1 april 1954: de dorpen Nakayama, Shimadachi en Shimauchi (voorheen district Higashichikuma),
- 1 augustus 1954: de dorpen Wada, Koorishin, Kamibayashi, Sasaga, Yoshikawa, Saiwai, Okada, Iriyamabe, Satoyamabe en Imai (voorheen district Higashichikuma),
- 1 april 1960 en 1 april 1962: delen van het dorp Kataoka (voorheen behorend bij de stad Shiojiri, district Higashichikuma),
- 1 mei 1974: het dorp Hongo (voorheen district Higashichikuma),
- 1 april 1982: delen van het Araiba gebied (voorheen behorend bij de stad Shiojiri),
- 1 november 2000: Matsumoto kreeg de status van speciale stad,
- 1 april 2005: de dorpen Azumi, Nagawa en Azusagawa (voorheen district Minamiazumi) en het dorp Shiga (voorheen district Higashichikuma).
- 31 maart 2010 : de gemeente Hata van het district Higashichikuma.[1]

Op 27 juni 1994 kwam Matsumoto in het nieuws door een aanslag met het gifgas sarin door de Aum Shinrikyo sekte waarbij zeven mensen omkwamen en 58 mensen gewond raakten.
Op 1 november 2000 kreeg Matsumoto het statuut van speciale stad van Japan.

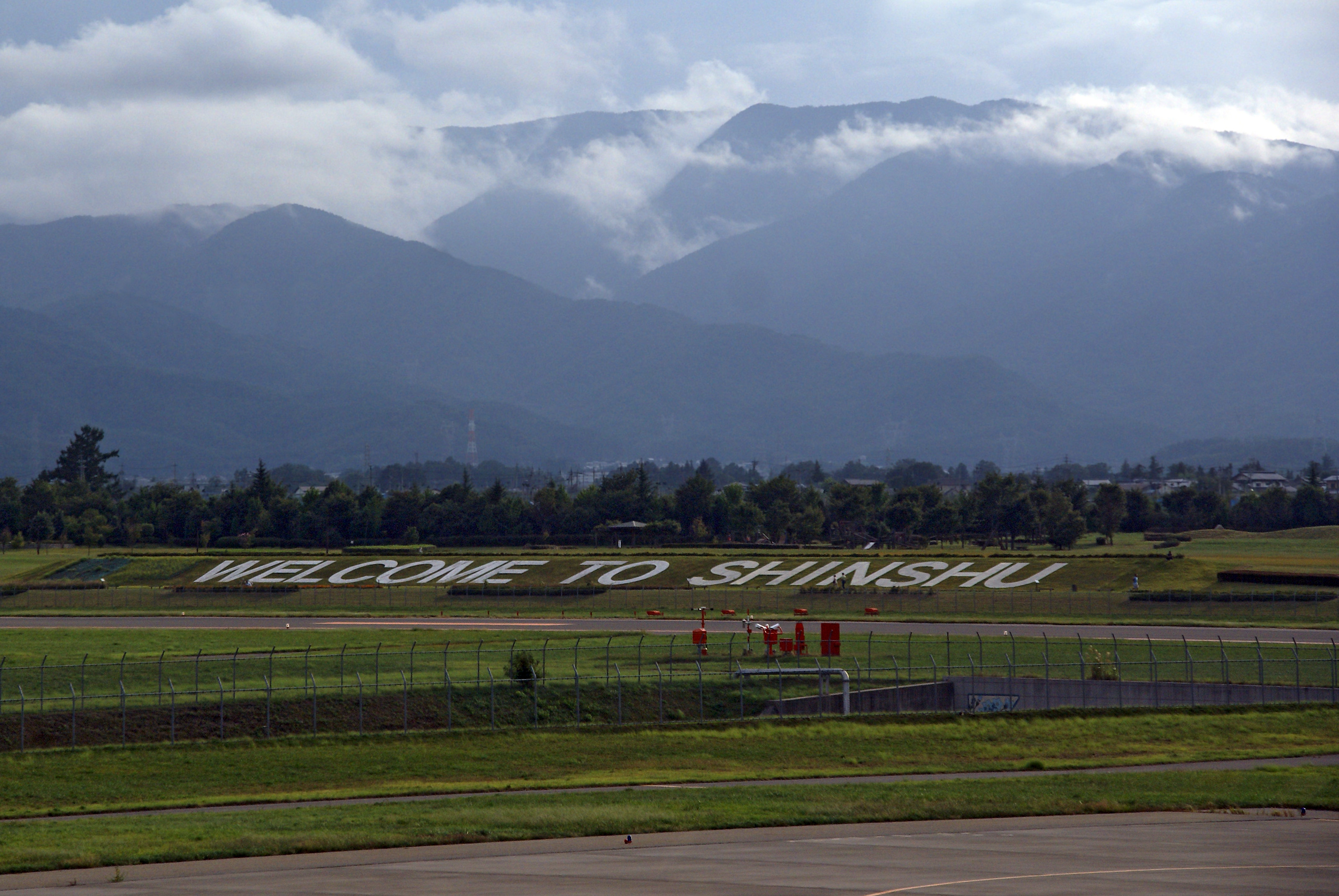
Luchthaven van Matsumoto

## Verkeer
Matsumoto heeft een luchthaven voor binnenlandse vluchten.
Matsumoto ligt aan de Chūō-hoofdlijn, de Shinonoi-lijn en de Ōito-lijn van East Japan Railway Company en aan de Kamikōchi-lijn van de Matsumoto Rail (vergelijkbaar met lightrail).
Matsumoto ligt aan de Nagano-autosnelweg en aan de autoweg 19 (Nagoya-Nagano)

## Economie
FujiGen, de grootste producent van gitaren in Japan, is gevestigd in Matsumoto, evenals toeleveranciers van gitaaronderdelen.
Iets ten noorden van Matsumoto bevindt zich de werelds grootste wasabikwekerij. Wasabi kan alleen gekweekt worden in extreem schoon water en deze kwekerij is daarom een regionale trots.

## Bezienswaardigheden

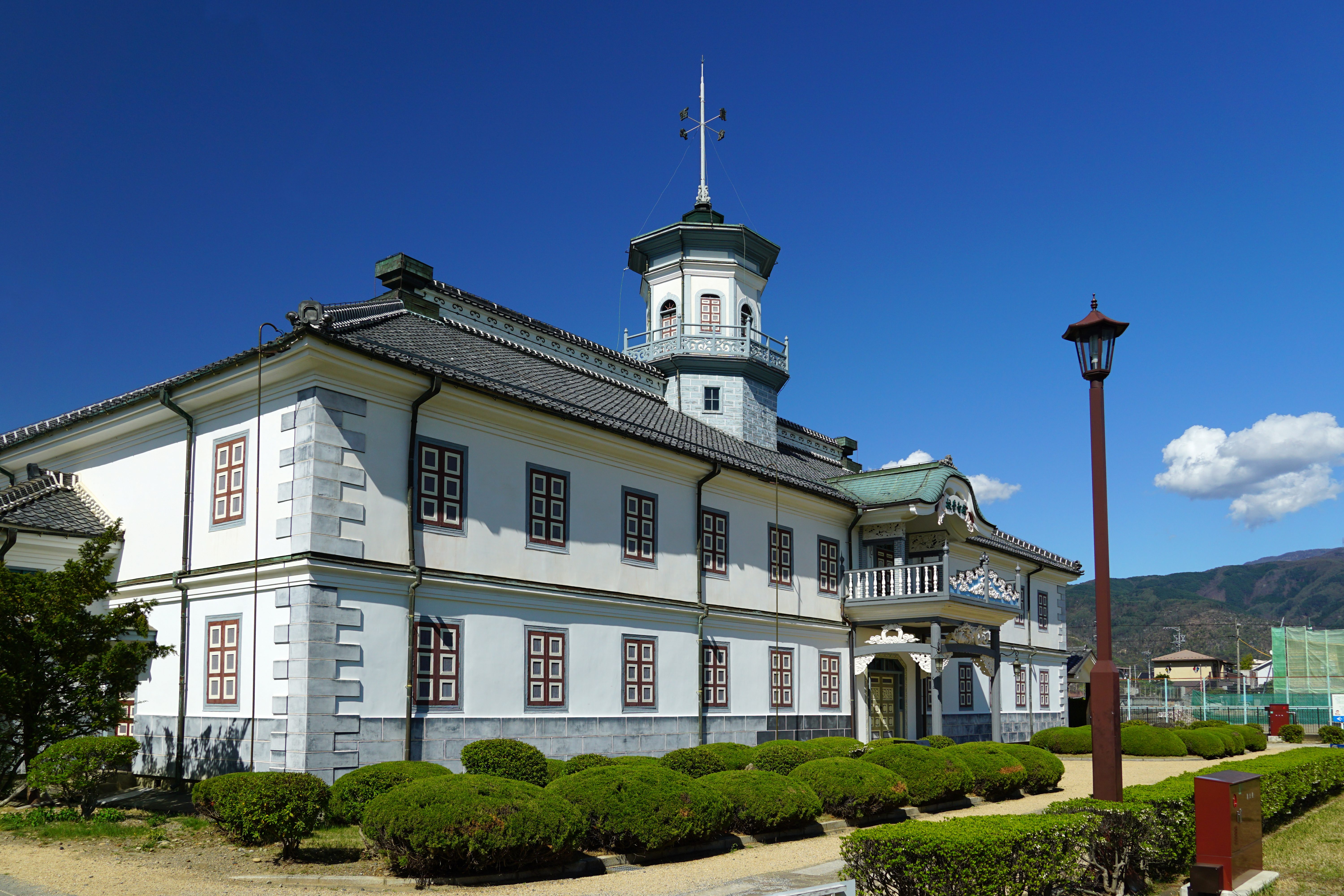
Kaichi school

- Het beroemde Japanse kasteel van Matsumoto.
- Matsumoto huisvest een ukiyo-e-museum.
- Kaichi school is de eerste middelbare school in Japan. Het statige (Europese) uiterlijk van de school wordt geroemd.
- Asama onsen

## Geboren
- Yoshida Shoin, (1830-1859), Japans samoerai en diplomaat
- Yayoi Kusama (1929), Japanse beeldhouwer en installatiekunstenaar
- Chizu Kobayashi (1954), Japans professioneel go-speelster
- Eiko Nakayama (1970), Japans skeleton-beoefenaarster

## Overleden
- Shinichi Suzuki (1898-1998), Japans violist en vioolleraar

## Stedenbanden
Matsumoto heeft een stedenband met
- Salt Lake City (Verenigde Staten), sinds 1958
- Grindelwald (Zwitserland)[2]
- Kathmandu (Nepal), sinds 17 november 1989
- Langfang (Volksrepubliek China), sinds 21 maart 1995

## Aangrenzende steden
- Takayama
- Ueda
- Shiojiri
- Azumino
- Okaya
- Ōmachi